# 诺南勒潘
诺南勒潘（法語：Nonant-le-Pin，法語發音：[nɔnɑ̃ lə pɛ̃] ⓘ）是法国奥恩省的一个市镇，位于该省中部，属于阿让唐区。

## 地理
诺南勒潘（48°42'24"N, 0°13'15"E）面积18.44 平方千米，位于法国诺曼底大区奧恩省，该省份为法国西北部内陆省份，北起顺时针与卡爾瓦多斯省、厄尔省、厄尔-卢瓦省、萨尔特省、马耶讷省和芒什省接壤。
与诺南勒潘接壤的市镇（或旧市镇、城区）包括：日奈、阿尔默内什、圣日耳曼-德克莱尔弗耶、欧日地区古费恩、沙尤埃。
诺南勒潘的时区为UTC+01:00、UTC+02:00（夏令时）。

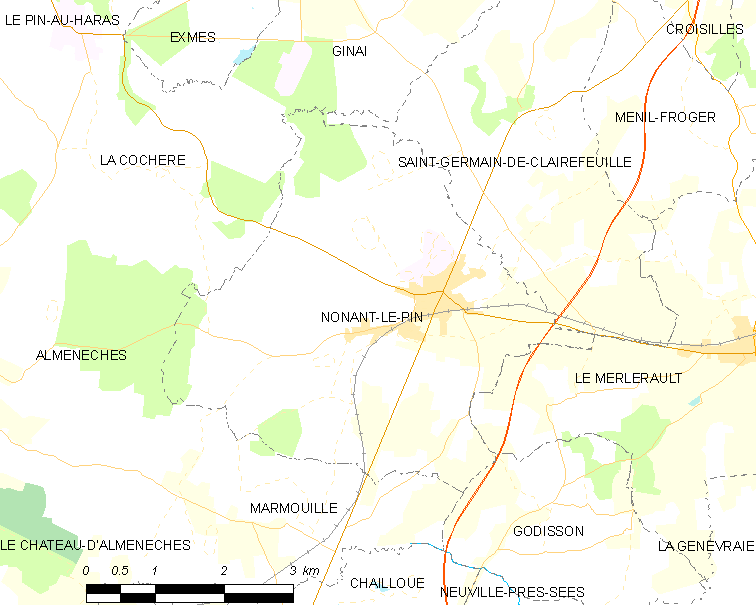
诺南勒潘的OSM定位图

## 行政
诺南勒潘的邮政编码为61240，INSEE市镇编码为61310。

## 政治
诺南勒潘所属的省级选区为赖村县。

## 经济
诺南勒潘垃圾填埋中心于2013年投入使用，后因遭到当地居民的反对而于2016年关闭。

## 交通
奥恩省省道D438线、D737线和D926线在镇中心交汇。巴黎-格朗维尔铁路经过境内，原设有车站，现已废弃。

## 人口

1962-2008年间诺南勒潘人口变化图示

诺南勒潘于2022年1月1日时的人口数量为411人。